# 歌手桥

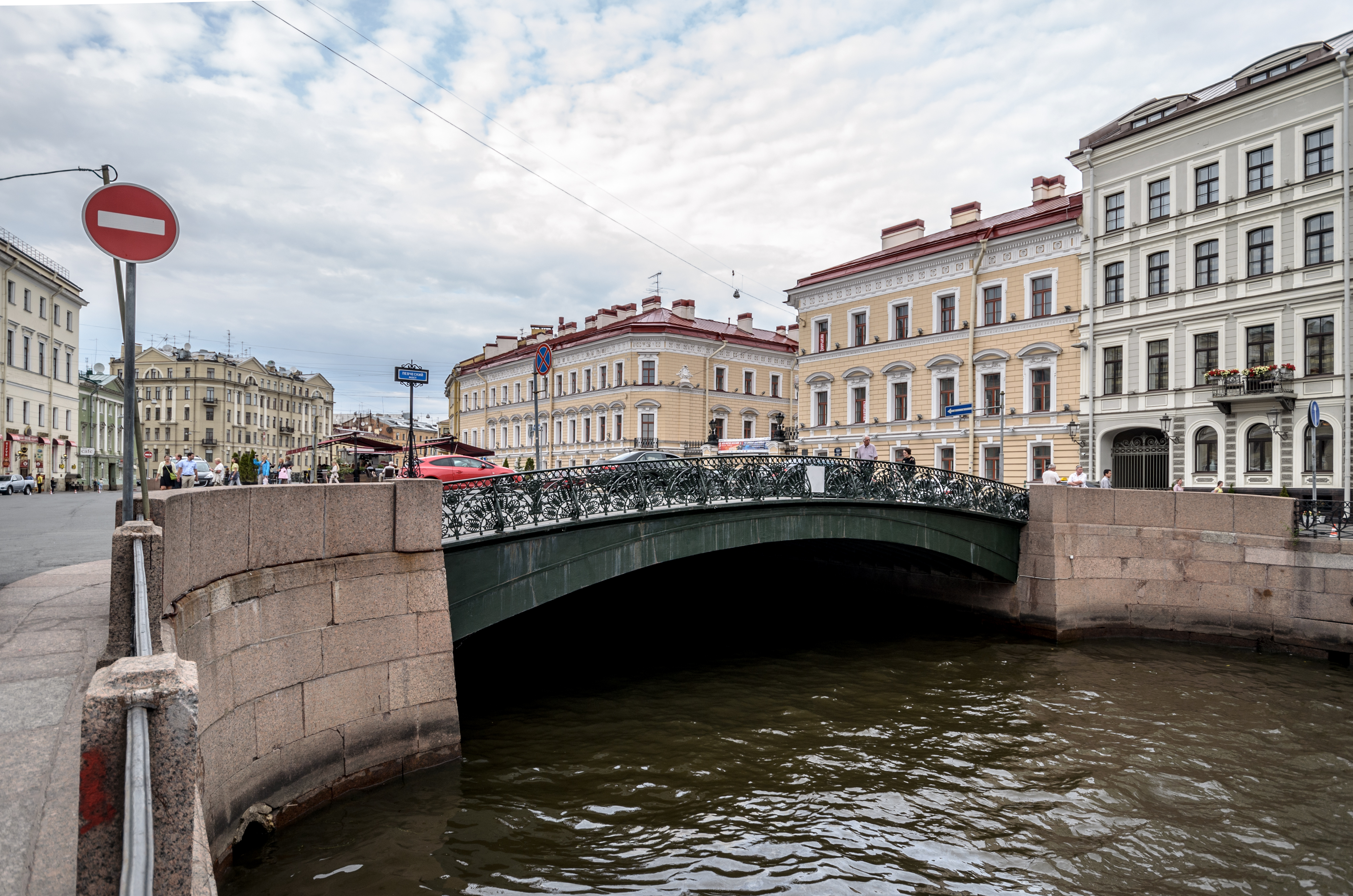
歌手桥

歌手桥（羅馬化：Pevchesky most），又名黄桥（羅馬化：Zhyolty most）是俄羅斯圣彼得堡的一座桥梁，跨莫伊卡河，该桥是冬宫广场的一部分，长21米，宽72米。它是圣彼得堡宽度第三的桥，仅次于蓝桥和喀山桥。
早期的木桥是由法国建筑师Auguste de Montferrand设计，1834年开通。最早通过此桥的是庆祝亚历山大柱（也由Montferrand设计）揭幕的军队。该桥命名为黄桥。当时莫伊卡河上已经有蓝桥、绿桥和红桥)。

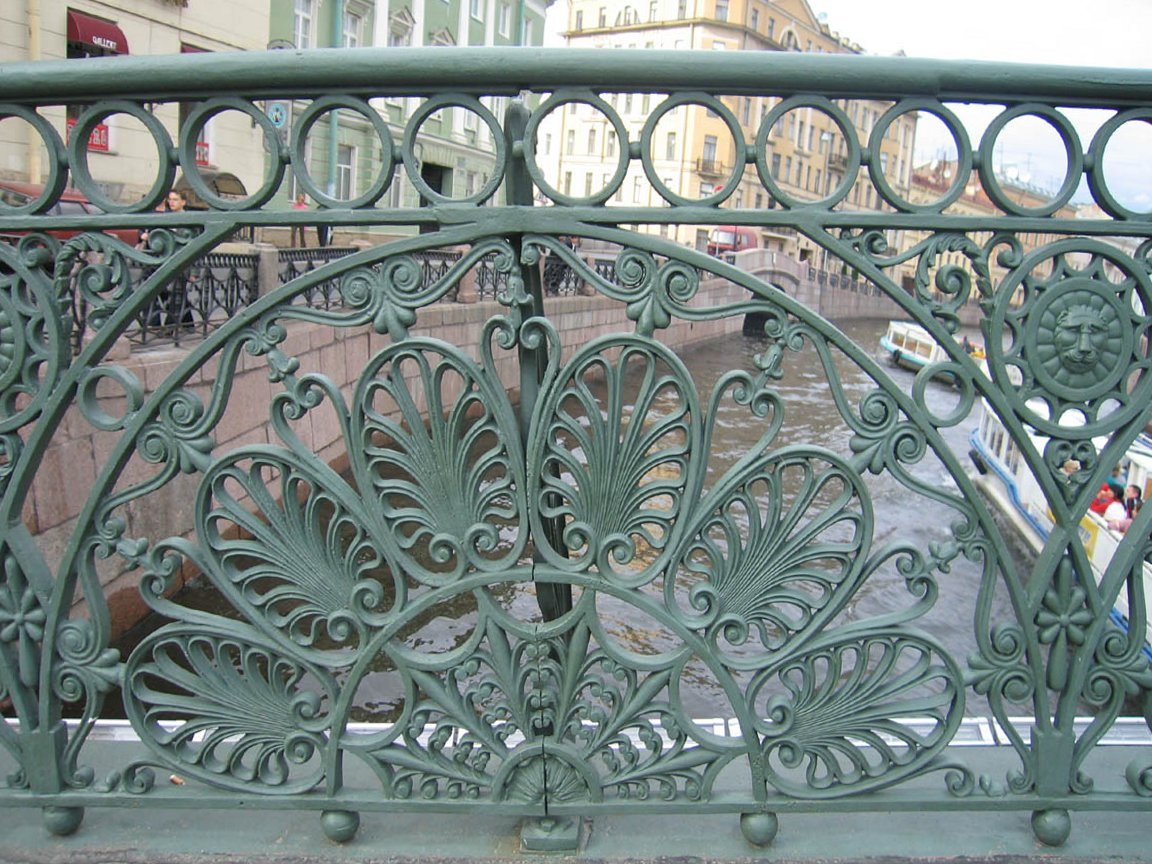
栏杆

1837年，俄国财政大臣Cancrin建议将木桥更换为较宽的铸铁桥。1840年10月24日揭幕。该桥采用了美丽的铸铁栏杆加以装饰。尼古拉一世本人首先使用了该桥。
后来更名为歌手桥，得名于附近的宫廷乐团。